# Czasław Klonimirović
Czasław Klonimirović (serb.: Часлав Клонимировић, Časlav Klonimirović) – książę serbski panujący od 933 do 950 roku.
Czasław był synem Klonimira. Osadzony na tronie serbskim przez cara Symeona Zachariasz Pribislavović po odejściu Bułgarów nawiązał kontakty z Bizancjum i przerzucił się na stronę odległego cesarstwa walczącego z Bułgarią. Armia bułgarska wysłana przeciw Serbom została pokonana. W 924 roku do Serbii wkroczyła więc kolejna wielka armia bułgarska, wiodąc kolejnego kandydata Czasława Klonimirovicia. Zachariasz zbiegł do Chorwacji. Bułgarzy uwięzili żupanów serbskich, którzy przybyli przywitać nowego władcę, spustoszyli kraj i wcielili go do Bułgarii.
W 933 roku po śmierci cara Symeona Czasław zbiegł z niewoli bułgarskiej i przy pomocy Bizancjum  i Chorwatów odbudował państwo serbskie w dotychczasowych granicach, przywracając również zwierzchnictwo serbskie nad serbskimi państwami Primorja, wyjątkiem Zahumla, w którym nadal władał Michał Wyszewic. Czasław panował w Serbii ponad 20 lat. Wedle Popa Duklanina zginął broniąc ziem serbskich przed najazdem węgierskim. Około 950 roku Węgrzy wzięli go do niewoli i rzucili w nurt granicznej Sawy. Na Czasławie wygasła dynastia serbskich Wyszesławiców. Nikt nie sięgnął po władzę książęcą i państwo rozpadło się na szereg żupanii. Na południu spod zwierzchnictwa serbskiego wyswobodzili się Duklanie, Trawunia, a nawet terytorium Konawli. 
W latach 976–1018 żupani serbscy uznawali zwierzchnictwo carów bułgarskich rezydujących w Prespie i Ochrydzie. Po upadku państwa bułgarskiego znaleźli się w granicach bizantyńskiego temu Serbii z siedzibą w Sirmium. Z czasem na terenach byłego państwa serbskiego do większego znaczenia doszły zwłaszcza dwa ośrodki: Raszka i Bośnia.